# Pa'l Norte 2012
Pa'l Norte 2012 fue la edición inaugural de este conocido festival. Se llevó a cabo el 24 de noviembre en el Parque Diego Rivera en el municipio de San Pedro Garza García, dentro de la Zona metropolitana de Monterrey.

## Desarrollo
El 24 de noviembre de 2012 se llevó a cabo lo que sería la primera edición del festival bajo el nombre “Pa’l Norte Rock Festival” en el Parque Diego Rivera de San Pedro Garza García. Organizado por Apodaca Group, tuvo una duración de 13 horas consecutivas y se presentaron 17 artistas en dos escenarios: Indio Pa’Allá e Indio Pa’Acá, contando con un elenco completamente hispano. Los boletos se vendieron en Ticketmaster con un costo de $495 pesos la entrada general y $825 el boleto VIP.
Este evento tuvo 37 000 asistentes incluyendo público de Tamaulipas, Durango y Coahuila. Las puertas del evento se abrieron a las 12:00 horas con el primer artista programado para las 13:30 horas. 
Patricia Aguirre González, titular de la Corporación para el Desarrollo Turístico comentó que Pa’l Norte Rock Festival del 2012 incrementó la ocupación hotelera un 11% y sólo en la zona Valle se registró un aumento de 58 a 73% de ocupación. De esta manera se convierte en unos de los eventos más emblemáticos en México, logrando consolidar a Monterrey como capital del entretenimiento y referencia en la escena musical mundial. 

## Line up
El primer festival Pa’l Norte tuvo un total de 17 bandas y artistas presentándose en sus escenarios entre los que incluía a: Calle 13, Sussie 4, Los Amigos Invisibles, Bengala, Nortec Collective, Toy Selectah, Los Concorde, Liquits, Finde, Play & Movil , Kinky, A Band of Bitches, Zoé, Los Bunkers, Carla Morrison, Technicolor Fabrics y Enjambre. En la previa al festival, se abrió una convocatoria en Facebook para seleccionar al «Invitado Pa’l Norte» mediante votación online. Malverde Blues Experience fueron los ganadores, encargados de abrir el festival .

### Indio Pa’Allá
| Sábado |
| --- |
| - Calle 13 - Zoé - Kinky - Sussie 4 - Los Bunkers - Technicolor Fabrics - Bengala - Play & Móvil - Malverde Blues Experience |

### Indio Pa’Acá
| Sábado |
| --- |
| - Los Amigos Invisibles - Toy Selectah - Nortec Collective - Carla Morrison - A Band of Bitches - Enjambre - Los Liquits - Los Concorde DJ Set - Finde |

### Invitado Pa’l Norte[5]
| Artista                   | Votos |
| ------------------------- | ----- |
| Malverde Blues Experience | 553   |
| Mississippi Queens        | 459   |
| Vigogabelah               | 324   |
| Círculos de Nada          | 283   |
| Monoceronte               | 195   |
| Evan                      | 156   |
| Volks                     | 127   |
| Bahía Buffalo             | 84    |
| Nulos                     | 317   |